# Waifar
Waifar († 2. Juni 768) war von 745 bis 768 praktisch unabhängiger Herzog von Aquitanien als Sohn und Nachfolger des Herzogs Hunoald.

## Leben
Als die fränkischen Hausmeier Karlmann und Pippin der Jüngere im Jahr 745 den Herzog Hunoald zur Abdankung und zum Rückzug ins Kloster gezwungen hatten, trat Waifar mit ihrer Zustimmung dessen Nachfolge an.
Die Beziehungen zwischen Waifar und Pippin verschlechterten sich im Jahr 760 durch einen Streit um Kirchengut, indem Pippin von Waifar verlangte, den Besitz fränkischer Kirchen in Aquitanien und seine, Pippins, Oberhoheit zu respektieren. Waifar reagierte auf diese Aufforderung mit einem Feldzug ins Frankenreich, bei dem er Autun, Chalon-sur-Saône und Narbonne überfiel und auch in die Nähe von Tours kam. Pippin reagierte und überzog nun seinerseits Aquitanien mit Krieg, dem in den Jahren 761 bis 763 und 766 bis 768 insgesamt sieben weitere folgten, in denen Waifars Machtbasis nach und nach vernichtet wurde. Pippin besetzte den Norden des Landes, zerstörte die Festungen dort oder ließ sie zu eigenen Burgen umbauen. Im Jahr 762 ging Bourges verloren, danach drangen die Franken immer tiefer in Waifars Herzogtum ein – der Feldzug von 766 sah die Franken dann an der Garonne. Im Jahr darauf ging Waifars Onkel Remistan, der sich Pippin bereits unterworfen hatte, zu den Aquitaniern über, wurde aber gefangen und 768 in Bourges hingerichtet. Ein letzter Feldzug Pippins, bei der er erneut bis an die Garonne vorstieß, führte dazu, dass Waifars Gefolgschaft auseinanderbrach und er schließlich offenbar von seinen Leuten ermordet wurde, nach fränkischen Quellen aufgrund Pippins Betreiben.